# Élections législatives japonaises de mars 1898

Les élections législatives japonaises de mars 1898 (第5回衆議院議員総選挙, Dai-gokai Shūgiin Giinsōsenkyō) sont les cinquièmes organisées après l'avénement de l'empire du Japon et ont pour but d'élire les membres de la chambre des représentants de la Diète du Japon. 

## Résultats
| Partis politiques | Candidats | Élus | % de sièges |
| ----------------- | --------- | ---- | ----------- |
| Jiyūtō            | 233       | 105  | 35          |
| Shinpotō          | 174       | 104  | 34          |
| Kokumin Kyōkai    | 52        | 29   | 10          |
| Club Yamashita    | 28        | 26   | 9           |
| Indépendants      | 118       | 36   | 12          |
| Total             | 605       | 300  | 100         |